# Francesco I di Sassonia-Lauenburg
Francesco I di Sassonia-Lauenburg (1510 – Buxtehude, 19 marzo 1581) è stato duca di Sassonia-Lauenburg.

## Biografia
Fu l'unico figlio del duca Magnus I di Sassonia-Lauenburg e di Caterina di Brunswick-Lüneburg (1488 – 29 luglio 1563, Neuhaus), figlia del duca Enrico IV di Brunswick-Lüneburg. Succedette al padre nel 1543 come duca di Sassonia-Lauenburg, ma nel 1571 rinunciò al trono in favore dei figli Magnus II e Francesco II.
Magnus II tentò con la violenza di sopraffare il fratello, ma il tentativo fallì e fu costretto all'esilio in Svezia, terra natìa della moglie Sofia di Svezia nel 1574 e Francesco I fu costretto a riprendere le redini di governo dello Stato sino alla sua morte, nel 1581.

## Matrimonio e figli
L'8 febbraio 1540 Francesco I sposò a Dresda Sibilla di Sassonia (Freiberg, 2 maggio 1515 – 18 luglio 1592, Buxtehude), figlia del duca Enrico IV di Sassonia. La coppia ebbe i seguenti figli:
- Alberto (1542 – 1544);
- Dorotea (Luneburgo, 11 marzo 1543 – 5 aprile 1586, Herzberg am Harz), sposò il duca Wolfgang di Brunswick-Lüneburg-Grubenhagen (1531 – 1595);
- Magnus II (1543 – 14 maggio 1603, Ratzeburg);
- Ursula (1545 – 22 ottobre 1620, Schernebeck), sposò nel 1569 il duca Enrico III di Brunswick-Lüneburg;
- Francesco II (1547 – 1619);
- Enrico (1º novembre 1550 – 22 aprile 1585, Vörde), come Enrico III fu principe-arcivescovo di Brema (1567–1585), principe-vescovo di Osnabrück (come Enrico II, 1574–1585) e principe-vescovo di Paderborn (Enrico I, 1577–1585), sposò Anna von Broich;
- Maurizio (1551 – 1612), sposò nel 1581 Katharina von Spörck, dalla quale divorziò nel 1582;
- Sidonia Caterina (?– 1594), sposò nel 1567 Venceslao III Adamo di Cieszyn e nel 1586 Emmerich III Forgach, duca di Teschen;
- Federico (1554 – 1586, Colonia), canonico di Colonia e Brema.

Francesco I ebbe anche due figli illegittimi da Else Rautenstein:
- Franz Rautenstein (? – dopo il 26 dicembre 1618);
- Caterina (1565 – 1587), sposò nel 1579 Johann Grotjan.

## Ascendenza
|                                                   |                                                     |                                                                        | Genitori                                                                  |  |  | Nonni |  |  | Bisnonni                                    |  |  | Trisnonni                              |  |
|                                                   |                                                     |                                                                        |                                                                           |  |  |       |  |  | Bernardo III, VI duca di Sassonia-Lauenburg |  |  | Eric IV, IV duca di Sassonia-Lauenburg |  |
|                                                   |                                                     |                                                                        |                                                                           |  |  |       |  |  | Bernardo III, VI duca di Sassonia-Lauenburg |  |  | Eric IV, IV duca di Sassonia-Lauenburg |  |
|                                                   |                                                     | Sofia di Brunswick-Wolfenbüttel                                        |                                                                           |  |  |       |  |  | Bernardo III, VI duca di Sassonia-Lauenburg |  |  |                                        |  |
| Giovanni V, VII duca di Sassonia-Lauenburg        |                                                     |                                                                        |                                                                           |  |  |       |  |  | Bernardo III, VI duca di Sassonia-Lauenburg |  |  |                                        |  |
|                                                   |                                                     | Adelaide di Pomerania-Stolp                                            | Boghislao VIII, IV duca di Pomerania-Stolp e I duca di Pomerania-Stargard |  |  |       |  |  |                                             |  |  |                                        |  |
|                                                   |                                                     | Adelaide di Pomerania-Stolp                                            | Boghislao VIII, IV duca di Pomerania-Stolp e I duca di Pomerania-Stargard |  |  |       |  |  |                                             |  |  |                                        |  |
|                                                   |                                                     | Adelaide di Pomerania-Stolp                                            | Sofia di Holstein-Rendsburg                                               |  |  |       |  |  |                                             |  |  |                                        |  |
| Magnus I, VIII duca di Sassonia-Lauenburg         |                                                     | Adelaide di Pomerania-Stolp                                            |                                                                           |  |  |       |  |  |                                             |  |  |                                        |  |
|                                                   |                                                     | Federico II, VIII principe elettore di Brandeburgo                     | Federico I, VII principe elettore di Brandeburgo                          |  |  |       |  |  |                                             |  |  |                                        |  |
|                                                   |                                                     | Federico II, VIII principe elettore di Brandeburgo                     | Federico I, VII principe elettore di Brandeburgo                          |  |  |       |  |  |                                             |  |  |                                        |  |
|                                                   |                                                     | Federico II, VIII principe elettore di Brandeburgo                     | Elisabetta di Baviera-Landshut                                            |  |  |       |  |  |                                             |  |  |                                        |  |
| Dorotea di Brandeburgo                            |                                                     | Federico II, VIII principe elettore di Brandeburgo                     |                                                                           |  |  |       |  |  |                                             |  |  |                                        |  |
|                                                   |                                                     | Caterina di Sassonia                                                   | Federico I, VI principe elettore di Sassonia                              |  |  |       |  |  |                                             |  |  |                                        |  |
|                                                   |                                                     | Caterina di Sassonia                                                   | Federico I, VI principe elettore di Sassonia                              |  |  |       |  |  |                                             |  |  |                                        |  |
|                                                   |                                                     | Caterina di Sassonia                                                   | Caterina di Brunswick-Lüneburg                                            |  |  |       |  |  |                                             |  |  |                                        |  |
| Francesco I, IX duca di Sassonia-Lauenburg        |                                                     | Caterina di Sassonia                                                   |                                                                           |  |  |       |  |  |                                             |  |  |                                        |  |
|                                                   | Guglielmo IV, XI principe di Brunswick-Wolfenbüttel | Guglielmo III, VIII e X principe di Brunswick-Wolfenbüttel             |                                                                           |  |  |       |  |  |                                             |  |  |                                        |  |
|                                                   | Guglielmo IV, XI principe di Brunswick-Wolfenbüttel | Guglielmo III, VIII e X principe di Brunswick-Wolfenbüttel             |                                                                           |  |  |       |  |  |                                             |  |  |                                        |  |
|                                                   | Guglielmo IV, XI principe di Brunswick-Wolfenbüttel | Cecilia di Brandeburgo                                                 |                                                                           |  |  |       |  |  |                                             |  |  |                                        |  |
| Enrico IV, XII principe di Brunswick-Wolfenbüttel | Guglielmo IV, XI principe di Brunswick-Wolfenbüttel |                                                                        |                                                                           |  |  |       |  |  |                                             |  |  |                                        |  |
|                                                   |                                                     | Elisabetta di Stolberg-Weningerode                                     | Bodo VII, I conte di Stolberg-Wernigerode                                 |  |  |       |  |  |                                             |  |  |                                        |  |
|                                                   |                                                     | Elisabetta di Stolberg-Weningerode                                     | Bodo VII, I conte di Stolberg-Wernigerode                                 |  |  |       |  |  |                                             |  |  |                                        |  |
|                                                   |                                                     | Elisabetta di Stolberg-Weningerode                                     | Anna di Schwarzburg                                                       |  |  |       |  |  |                                             |  |  |                                        |  |
| Caterina di Brunswick-Wolfenbüttel                |                                                     | Elisabetta di Stolberg-Weningerode                                     |                                                                           |  |  |       |  |  |                                             |  |  |                                        |  |
|                                                   |                                                     | Eric II, VIII duca di Pomerania-Wolgast e X duca di Pomerania-Stettino | Vartislao IX, VII duca di Pomerania-Wolgast                               |  |  |       |  |  |                                             |  |  |                                        |  |
|                                                   |                                                     | Eric II, VIII duca di Pomerania-Wolgast e X duca di Pomerania-Stettino | Vartislao IX, VII duca di Pomerania-Wolgast                               |  |  |       |  |  |                                             |  |  |                                        |  |
|                                                   |                                                     | Eric II, VIII duca di Pomerania-Wolgast e X duca di Pomerania-Stettino | Sofia di Sassonia-Lauenburg                                               |  |  |       |  |  |                                             |  |  |                                        |  |
| Caterina di Pomerania-Wolgast                     |                                                     | Eric II, VIII duca di Pomerania-Wolgast e X duca di Pomerania-Stettino |                                                                           |  |  |       |  |  |                                             |  |  |                                        |  |
|                                                   |                                                     | Sofia di Pomerania-Stolp                                               | Boghislao IX, VI duca di Pomerania-Stolp e II duca di Pomerania-Stargard  |  |  |       |  |  |                                             |  |  |                                        |  |
|                                                   |                                                     | Sofia di Pomerania-Stolp                                               | Boghislao IX, VI duca di Pomerania-Stolp e II duca di Pomerania-Stargard  |  |  |       |  |  |                                             |  |  |                                        |  |
|                                                   |                                                     | Sofia di Pomerania-Stolp                                               | Maria di Masovia                                                          |  |  |       |  |  |                                             |  |  |                                        |  |
|                                                   |                                                     | Sofia di Pomerania-Stolp                                               |                                                                           |  |  |       |  |  |                                             |  |  |                                        |  |